# Eupithecia undata
Eupithecia undata är en fjärilsart som beskrevs av Bohatsch 1893. Eupithecia undata ingår i släktet Eupithecia och familjen mätare. Inga underarter finns listade i Catalogue of Life.